# Тюрьма народов

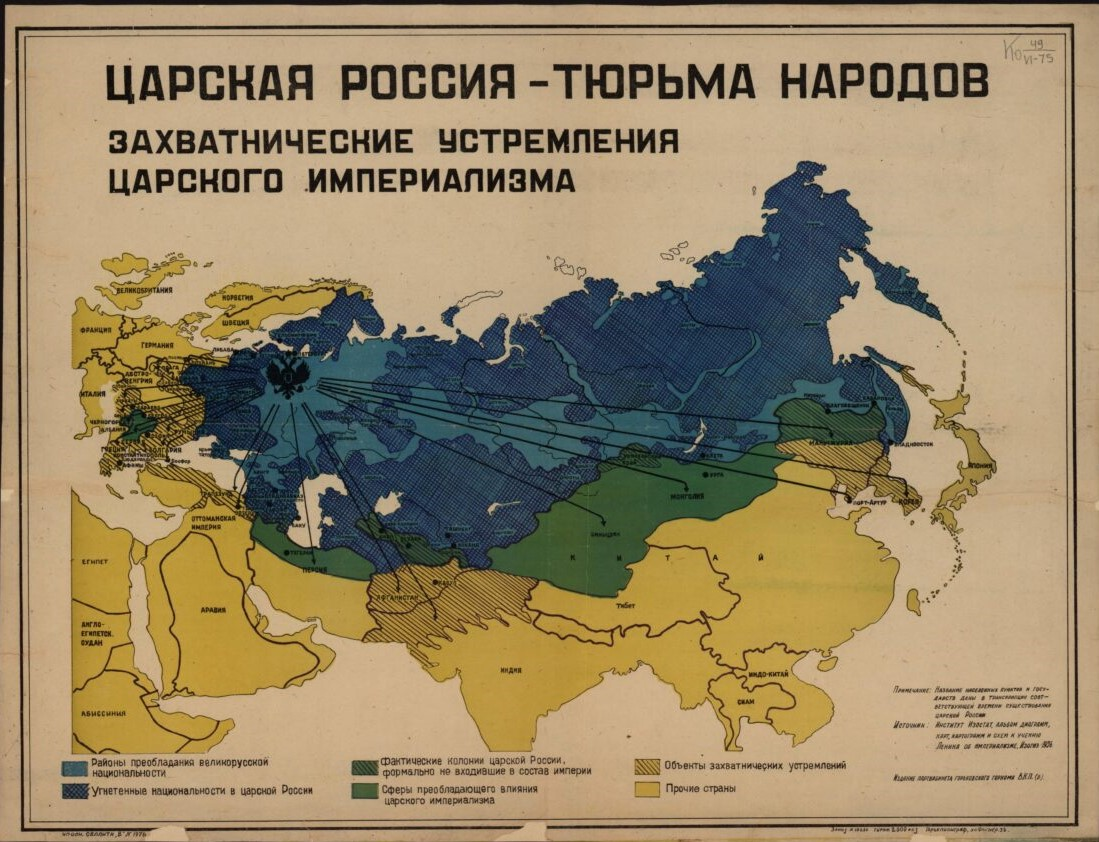
Советский плакат «Царская Россия — тюрьма народов» (1936)

Тюрьма́ наро́дов — расхожий фразеологизм, возникший в середине XIX века под влиянием книги французского писателя и путешественника маркиза Астольфа де Кюстина «Россия в 1839 году», описывающий национальную политику Российской империи; в современном виде сформулирован Владимиром Лениным.
В России в настоящее время основным значением данного фразеологизма является представление о Российской империи как об отсталом авторитарном государстве, угнетающем национальные меньшинства посредством ассимиляции и русификации и отсутствия права на самоопределение. Также данное определение использовалось в отношении других многонациональных империй, подавлявших стремление народов к самоопределению (Австро-Венгрии, Османской империи и другие). В настоящее время выражение часто используется для критики политики властей России.

## Возникновение выражения

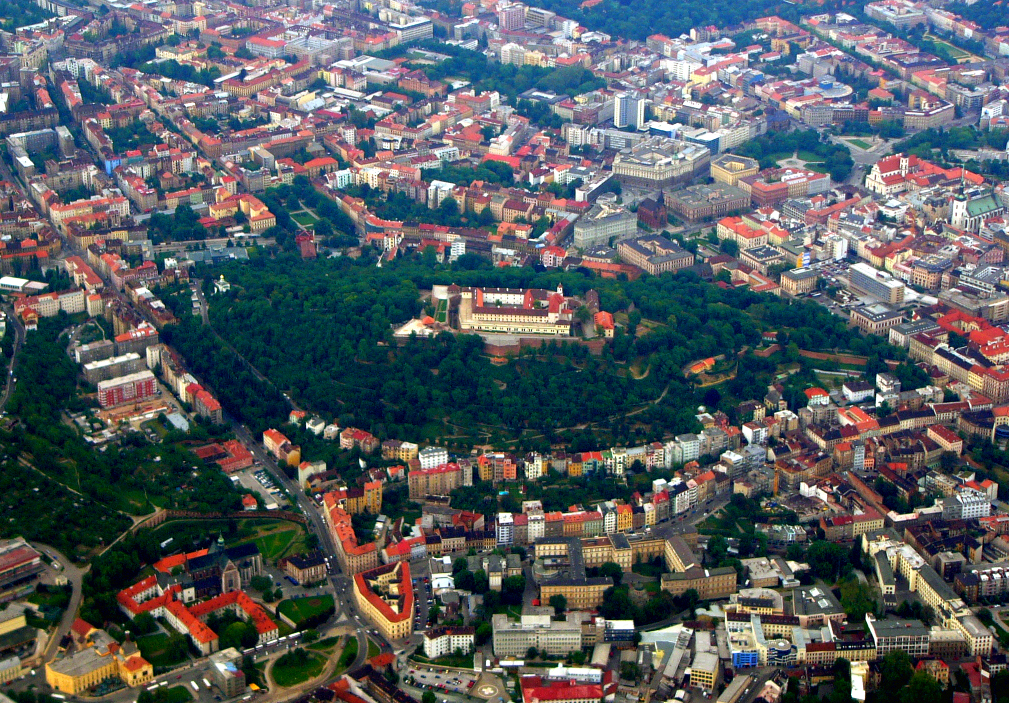
«Тюрьма народов» с высоты птичьего полёта

История возникновения выражения «тюрьма народов» связана со Священной Римской империей, правитель которой Иосиф II в 1783 году решил создать особую тюрьму для опасных преступников, мятежников и политических противников Габсбургской монархии. С этой целью в тюремные камеры были переделаны складские казематы крепости Шпильберк в нынешнем Брно, административном центре Моравии. В созданной таким образом политической тюрьме были установлены особо тяжёлые условия содержания заключённых, отчего её часто называли карцером (итал. carcere duro). После перерыва, вызванного наполеоновскими войнами, в 1820 году крепость была полностью превращена в огромную гражданскую тюрьму.

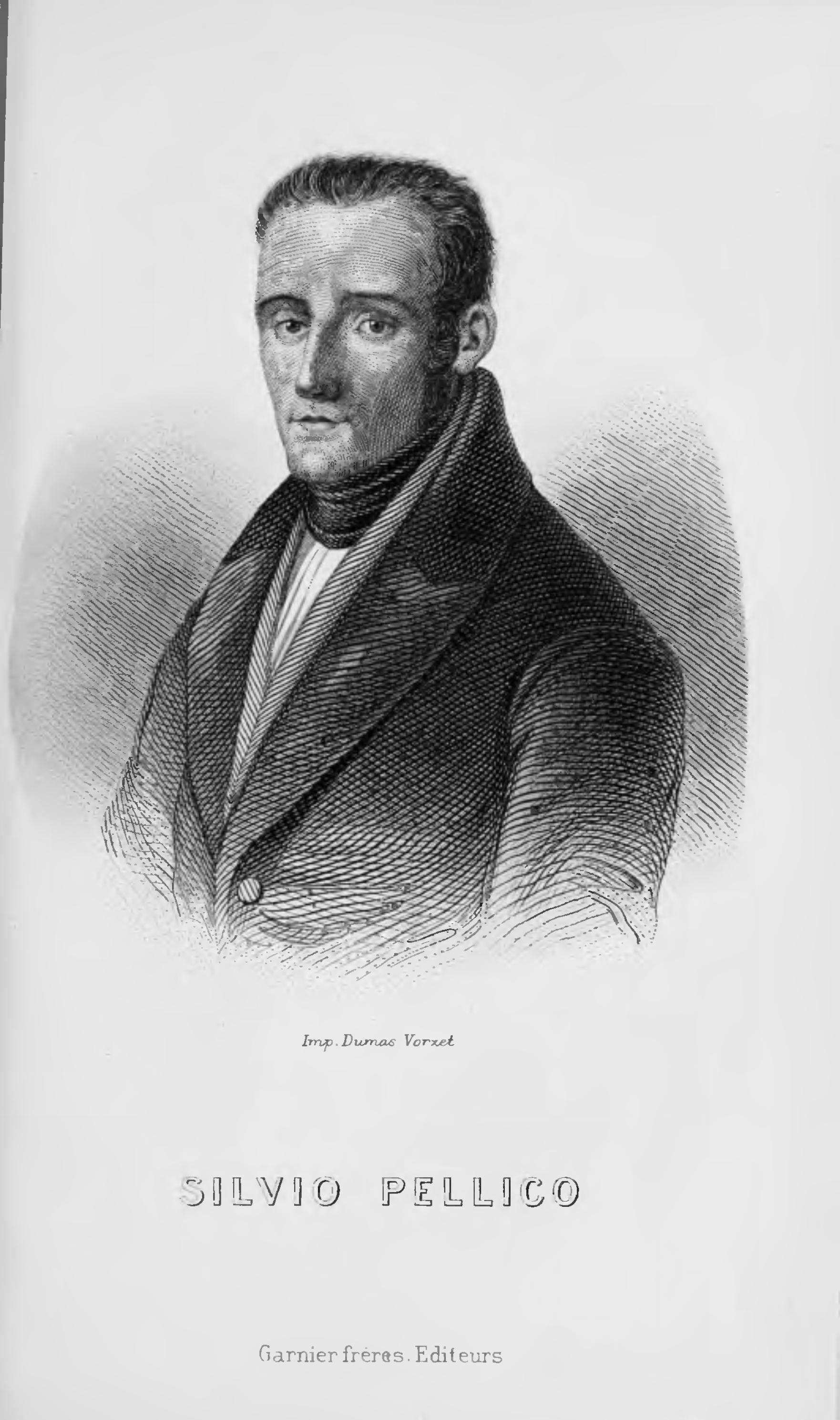
Сильвио Пеллико

Среди находившихся в Шпильберке заключённых было немало представителей революционных и национально-освободительных движений народов, оказавшихся под властью Габсбургов — венгерские якобинцы, итальянские карбонарии, польские повстанцы и т.д. Со временем он получил прозвище Völkerkerker — «тюрьма народов» или «карцер народов». Об ужасных условиях пребывания заключённых в этой тюрьме европейской общественности рассказал итальянский писатель и драматург Сильвио Пеллико, которого в Шпильберке держали с 1822 по 1830 год по приговору по делу карбонариев. В 1832 году Пеллико обнародовал свои воспоминания под названием «Мои темницы», которые произвели огромное впечатление на читателей всего континента. Министр иностранных дел Австрии Клеменс Меттерних вынужден был признать, что появление книги Пеллико оказалось для империи даже «тяжелее военного поражения». Он сказал, что она принесла Австрийской империи больше вреда, чем все пушки.
Именно благодаря Пеллико, не без влияния Джузеппе Мадзини, чей авторитет в революционных, либеральных и демократических кругах был безоговорочным, прозвище Völkerkerker (и в немецком оригинале, и в итальянском переводе как prigioni dei popoli) закрепилось за всей Габсбургской империей. Это определение в своих статьях времён революций 1848—1849 годов использовал, в частности, Фридрих Энгельс, а по его примеру — немецкие и австрийские социал-демократы.

### В отношении Российской империи
После возникновения и использования выражения в отношении империи Габсбургов впервые назвал Россию «тюрьмой» французский аристократ и писатель Астольф де Кюстин, посетивший Российскую империю в 1839 году по приглашению императора Николая I. В силу своих политических убеждений (консерватизм, монархизм и клерикализм) был принят при русском дворе и в высших кругах российского общества. Но результатом его путешествия по стране стало то, что его отношение к правящему в России царскому режиму изменилось и стало критическим. Его путевые заметки, резко осуждающие деспотический характер правления в России, были впервые изданы в Париже в 1843 году под названием «Россия в 1839 году», вызвав шквал критики и противоречивую реакцию в среде российской интеллигенции, как среди западников, так и среди славянофилов.
Астольф де Кюстин описывает Россию середины XIX века как страну контрастов, «искусно и красочно переплетая благоговейный восторг и язвительный сарказм». Среди критических замечаний общего плана о российской показушности, произволе властей, несовершенствах судебной системы и так далее. Де Кюстин подчёркивает незавидное положение всех народов, находящихся под властью российского императора, включая русский, и отсутствие в России гражданского общества. Только оно, по мнению автора, вместе с независимым общественным мнением способно противостоять воле монарха, который по своей необъятной власти почти сопоставим с азиатскими владыками.

…Сколь ни необъятна эта империя, она не что иное, как тюрьма, ключ от которой хранится у императора…
Оригинальный текст (фр.)Cet empire, tout immense qu'il est, n'est qu'une prison dont l'empereur tient la clef.

А сам русский самодержец был удостоен звания «тюремщика одной трети земного шара»:

…Теперь для меня нет больше сомнений и колебаний, я составил себе суждение об императоре Николае. Это человек с характером и волей — иначе он не мог бы стать тюремщиком одной трети земного шара, — но ему совершенно чуждо великодушие…
Оригинальный текст (фр.)Plus d'hésitation, plus d'incertitude; pour moi l'Empereur Nicolas est enfin jugé... C'est un homme de caractère et de volonté, il en faut pour se constituer le geôlier d'un tiers du globe mais il manque de magnanimité.

По утверждению американского публициста Гари Берковича выражение «тюрьма народов» по отношению к Российской империи получило широкое распространение в среде «просвещённых людей» XIX века.

## В XX веке

### Россия и СССР

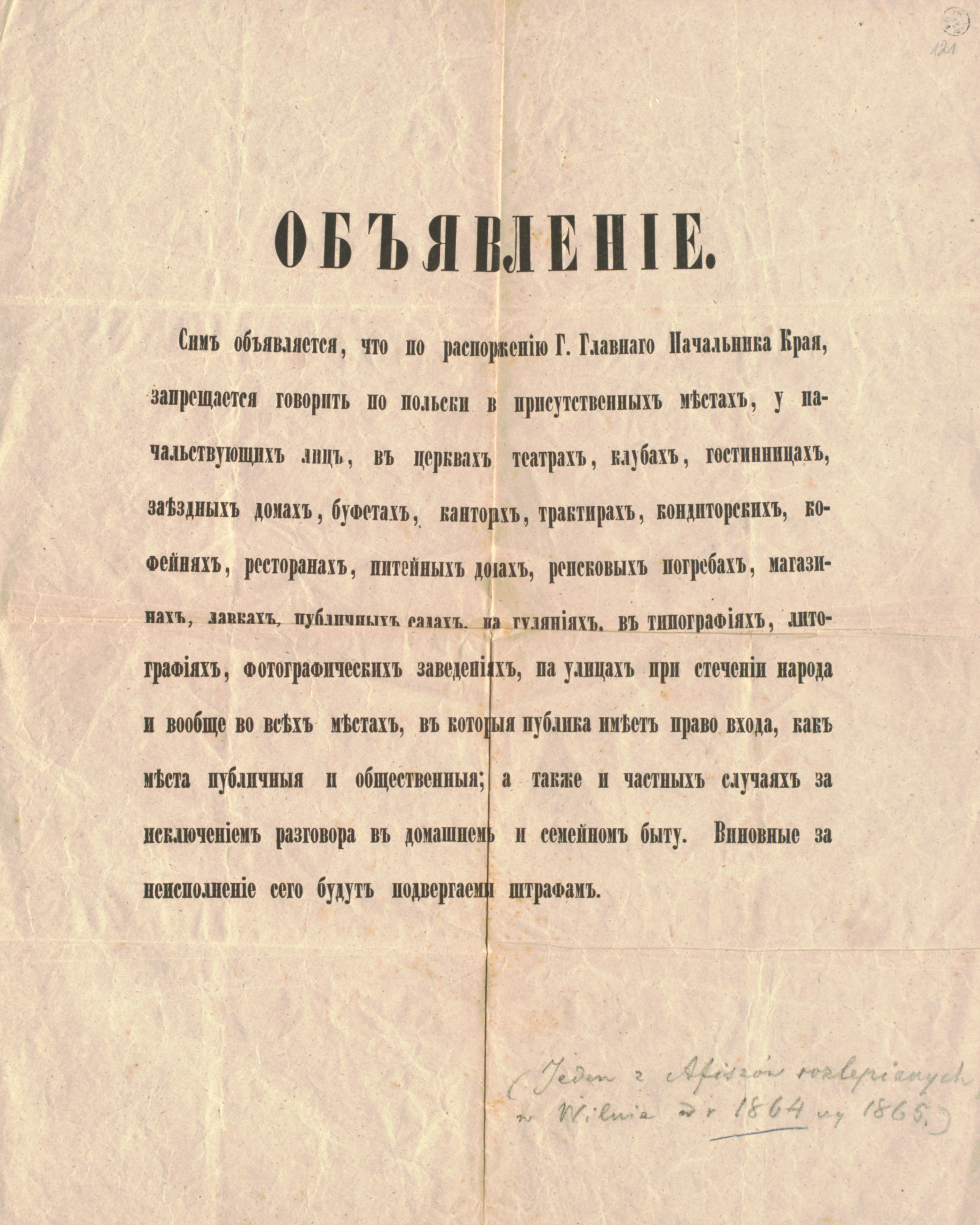
Объявление русских властей о запрете говорить на польском языке в общественных местах

В современном виде авторство фразы принадлежит Владимиру Ленину. Рассуждая о причинах недовольства царской властью и о её методах управления страной, в выражении «тюрьма народов» Ленин сделал упор на угнетении нерусских народностей. Впервые выражение было употреблено им в 1914 году.

Запрещение чествования Шевченко было такой превосходной, великолепной, на редкость счастливой и удачной мерой с точки зрения агитации против правительства, что лучшей агитации и представить себе нельзя. Я думаю, все наши лучшие социал-демократические агитаторы против правительства никогда не достигли бы в такое короткое время таких головокружительных успехов, каких достигла в противоправительственном смысле эта мера. После этой меры миллионы и миллионы «обывателей» стали превращаться в сознательных граждан и убеждаться в правильности того изречения, что Россия есть «тюрьма народов».
— Ленин В. И. К вопросу о национальной политике (проект речи для депутата IV Государственной Думы Г. И. Петровского).

Нам, представителям великодержавной нации крайнего востока Европы и доброй доли Азии, неприлично было бы забывать о громадном значении национального вопроса; — особенно в такой стране, которую справедливо называют «тюрьмой народов»…— Ленин В. И. О национальной гордости великороссов // газета «Социал-демократ» №35. 12 декабря 1914 г.
В дальнейшем тезис использовался в политической борьбе революционеров за коренные преобразования в стране.

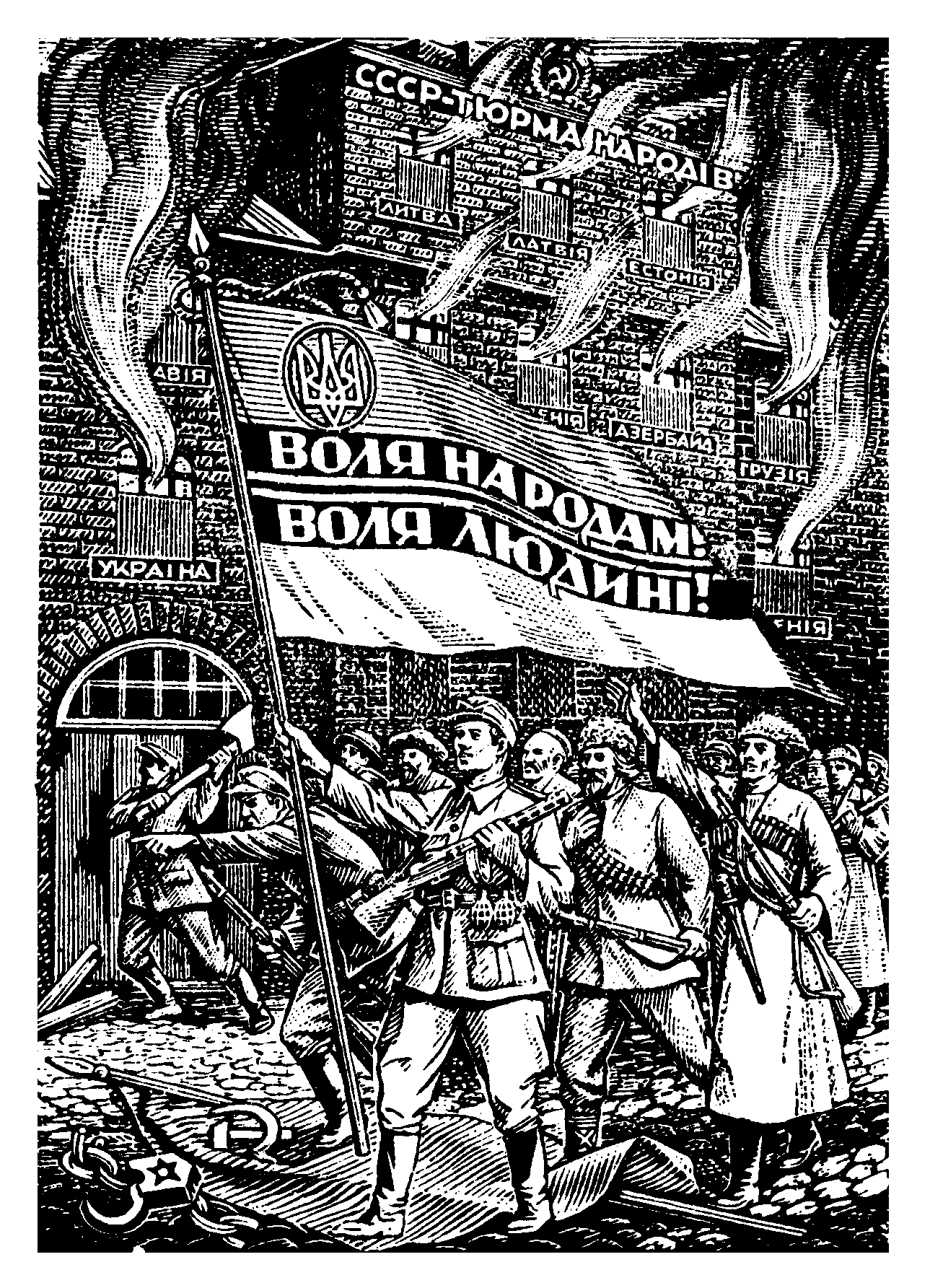
Пропагандистская ксилография УПА работы Нила Хасевича, на которой СССР обозначен как «тюрьма народов»

Как утверждает историк Михаил Геллер, примерно в середине 1930-х годов, в ходе общего пересмотра в СССР исторического наследия в официальной советской историографии, тезис «Россия — тюрьма народов» была заменён на тезис «царизм — тюрьма народов».
В 1943 году, использовав выражение Ленина «тюрьма народов» в отношении Российской империи, Андрей Власов его применил и к СССР в публичном заявлении по «национальному вопросу». После этого эти установки стали распространяться власовской пропагандой, а лидеры РОА объявили себя интернационалистами. Заявление Власова было следующим:

Дореволюционная царская Россия была основана на угнетении национальностей и являлась тюрьмой для народов. Советская власть тоже опирается на принцип национального угнетения, с той лишь разницей, что к другим угнетённым народам нашей страны присоединился также и русский народ, между тем, как национальное угнетение пытались прикрыть многообещающими речами, имевшими пропагандное, но отнюдь не практическое значение.
Впоследствии критика национального угнетения и право на самоопределение наций стали важными установками идеологии РОА, в манифесте Комитета освобождения народов России они были поставлены на первое место.

### Австро-Венгрия
В первые десятилетия после распада Австро-Венгрии установленный в ней государственный строй критики называли «тюрьмой народов» (нем. Völkerkerker) и «обречённым на крах». Описывая политическую ситуацию во времена патриархальной династии Габсбургов профессор Иерусалимского университета Якоб Талмон особо выделил неспособность архаично-феодальных традиций австрийской «тюрьмы народов» угнаться за стремительно эволюционирующими формами новой общественной жизни, которые были привнесены индустриализацией, появлением новых средств обмена информацией, возросшей мобильностью членов общества и тому подобное. Государства-преемники Австро-Венгрии трактовали свою историю до 1918 года как «подавление национального самоопределения»; в южнославянских государствах стереотип «тюрьмы народов» по отношению к монархии Габсбургов использовался с 1918 года (и особенно после 1945 года) и сохранялся в общественном дискурсе до 1990-х годов.

### Югославия
После Второй мировой войны выражение использовалось в Югославии времён Тито, чтобы дистанцироваться от прежних режимов Российской империи и России, а также королевства Югославия. Выражение также использовалось во время распада Югославии в 1990-х годах, во время и после этих событий.

## XXI  век

### Использование в отношении России
В последние годы[когда?] выражение часто используется для критики политики российских властей в отношении национальных меньшинств. По заключению сотрудников Центра проблемного анализа и государственно-управленческого проектирования в современных реалиях термин «тюрьма народов» выступает как средство информационной войны для обострения межэтнических отношений в Российской Федерации.

## Критика

### Россия
Российский историк Вадим Трепавлов отмечал, что «в советской идеологии и соответственно в исторической науке целенаправленно культивировалось представление о Российской империи как поистине „проклятом прошлом“ — самодержавно-крепостнической деспотии, мрачной обители тирании и реакции, тюрьме народов и т. п.».
По мнению профессора-филолога Васильева в начале XXI века данный стереотип нашёл широкое практическое применение в области политтехнологий, куда он был внедрён в связке с идеей так называемого свободного мира (под которым подразумеваются западные страны). В этом контексте он обыгрывается как яркая метафора для формирования в общественном сознании нужных смысловых клише. Доктор филологических наук Сковородников поставил понятие «тюрьма народов» в разряд идеологических инструментов с отрицательной коннотацией, которые используются как словесные ярлыки для манипуляции массовым сознанием. Ведущий научный сотрудник Центра истории русского феодализма Института российской истории РАН кандидат исторических наук Николай Никитин также оценивает данный термин скорее как политический инструмент, чем историческое явление. Профессор МГУ Алексей Никишенков оценил тезис о «России — тюрьме народов», как элемент современной мифологии радикально-социалистического толка, которая была навеяна благодаря западному влиянию. Схожего мнения придерживается кандидат философских наук Лиля Сабирова, которая отнесла выражение «тюрьма народов» в разряд западных мифов, поставив его в один ряд с такими фальсификациями, как завещание Петра Великого.

#### Тезис о позитивной роли российского правления для нерусских народов
Ряд консервативных российских историков оспаривал тезис об угнетении нерусских народов в царской России. Василий Ключевский отмечал ряд мер, осуществлённых Россией на национальных окраинах к началу царствования Николая I (освобождение крестьян Прибалтики от крепостной зависимости, придание привилегированного статуса Финляндии и Польше и т. д.). Вячеслав Михайлов, рассматривая использование термина «тюрьма народов» в контексте межэтнических отношений, на основе анализа статистических данных делает вывод, что положение окраинных (нерусских) народов Российской империи было гораздо лучше, чем положение жителей центральных, населённых преимущественно русскими, губерний.
Более взвешенно писал Георгий Федотов:

Наконец, Польша, эта незаживающая (и поныне) рана в теле России. В конце концов вся русская интеллигенция ― в том числе и националистическая ― примирилась с отделением Польши. Но она никогда не сознавала ни всей глубины исторического греха, совершаемого ― целое столетие ― над душой польского народа, ни естественности того возмущения, с которым Запад смотрел на русское владычество в Польше. Именно Польше Российская Империя обязана своей славой «тюрьмы народов».
Была ли эта репутация заслуженной? В такой же мере, как и другими европейскими Империями. Ценой эксплуатации и угнетения они несли в дикий или варварский мир семена высшей культуры. Издеваться над этим смеет только тот, кто исключает сам себя из наследия эллинистического мира. Для России вопрос осложняется культурным различием её западных и восточных окраин. Вдоль западной границы русская администрация имела дело с более цивилизованными народностями, чем господствующая нация. Оттого, при всей мягкости её режима в Финляндии и Прибалтике, он ощущался как гнёт. Русским культуртрегерам здесь нечего было делать. Для Польши Россия была действительно тюрьмой, для евреев гетто. Эти два народа Империя придавила всей своей тяжестью. Но на Востоке, при всей грубости русского управления, культурная миссия России бесспорна. Угнетаемые и разоряемые сибирские инородцы, поскольку они выживали — а они выживали, — вливались в русскую народность, отчасти в русскую интеллигенцию. В странах ислама, привыкших к деспотизму местных эмиров и ханов, русские самодуры и взяточники были не страшны. В России никого не сажали на кол, как сажали в Хиве и Бухаре. В самих приёмах русской власти, в её патриархальном деспотизме, было нечто родственное государственной школе Востока, но смягчённое, гуманизированное. И у русских не было того высокомерного сознания высшей расы, которое губило плоды просвещённой и гуманной английской администрации в Индии. Русские не только легко общались, но и сливались кровью со своими подданными, открывая их аристократии доступ к военной и административной карьере. Общий баланс, вероятно, положительный, как и прочих Империй Европы.